# Wewoka, Oklahoma
Wewoka, Oklahoma (енгл. Wewoka) град је у америчкој савезној држави Оклахома.

## Демографија
По попису из 2010. године број становника је 3.430, што је 132 (-3,7%) становника мање него 2000. године.
| Група             | 2000.         | 2010.         |
| Белци             | 1.799 (50,5%) | 1.769 (51,6%) |
| Афроамериканци    | 708 (19,9%)   | 545 (15,9%)   |
| Азијати           | 10 (0,3%)     | 8 (0,2%)      |
| Хиспаноамериканци | 85 (2,4%)     | 117 (3,4%)    |
| Укупно            | 3.562         | 3.430         |